# Vlierden
Vlierden est un village situé dans la commune néerlandaise de Deurne, dans la province du Brabant-Septentrional. Le 1er janvier 2008, le village comptait 1 382 habitants.

## Histoire
Vlierden a été une commune indépendante jusqu'au 1er janvier 1926. À cette date, elle fusionne avec Deurne en Liessel pour former la nouvelle commune de Deurne.